# Dipoena bristowei
Dipoena bristowei är en spindelart som beskrevs av Lodovico di Caporiacco 1949. Dipoena bristowei ingår i släktet Dipoena och familjen klotspindlar.
Artens utbredningsområde är Kenya. Inga underarter finns listade i Catalogue of Life.